# Saint-Géréon
Saint-Géréon är en kommun i departementet Loire-Atlantique i regionen Pays de la Loire i nordvästra Frankrike. Kommunen ligger i kantonen Ancenis som tillhör arrondissementet Ancenis. År 2015 hade Saint-Géréon 2 893 invånare.

## Befolkningsutveckling
Antalet invånare i kommunen Saint-Géréon
| Referens: INSEE |